# Tacko Fall
Elhadji Tacko Sereigne Diop Fall (10 de dezembro de 1995) é um jogador de basquete profissional senegalês. Atualmente, joga pelo New Zealand Breakers.
Fall nasceu e foi criado em Dakar, Senegal. Ele se mudou para os Estados Unidos aos 16 anos e jogou basquete universitário na Universidade da Flórida Central. Fall não foi selecionado no Draft da NBA de 2019, mas assinou com o Boston Celtics. Se juntou ao Cavaliers em 2021, com um contrato de two-way.
Tacko ganhou notoriedade por ter sido, enquanto na NBA, o jogador mais alto dela e um dos seres humanos mais altos vivos. Quando medido no Draft Combine da NBA de 2019, ele estabeleceu recordes de jogador mais alto com tênis (2.29m), maior envergadura (250 cm) e maior alcance em pé (3.11 m). Mais tarde, ele foi medido com 2.26m sem tênis.

## Primeiros anos
Nascido e criado no Senegal, Fall se mudou para os Estados Unidos aos 16 anos. Inicialmente, ele jogava futebol e não tinha interesse em basquete. Ele visitou o Instituto Internacional de Treinamento Esportivo em Dakar, conhecido como ISTI-Dakar. Ele começou a jogar basquete em Houston, Texas, e treinou com Hakeem Olajuwon.
Ele foi listado como 2.29 m e supostamente ainda crescia em seu último ano, fazendo dele o jogador de basquete mais alto do país, enquanto jogava na Jamie's House Charter e Liberty Christian Prep.
Devido à sua altura e alcance, Fall foi um dos pivôs mais conceituados do país. Com quase quarenta universidades diferentes manifestando interesse nele, Fall se comprometeu com a Universidade da Flórida Central em Orlando.

## Carreira na faculdade

### Primeiro ano
Em seu primeiro jogo pela Universidade da Flórida Central, ele enfrentou o gigante pivô senegalês Mamadou N'Diaye que tem 2.29 m e eles protagonizaram o maior duelo da história do basquete universitário dos EUA. Ambos de Dakar, foi o irmão de N'Diaye, Ibrahim, que convenceu Fall a jogar basquete.
Em sua temporada de calouro, ele jogou em 30 jogos e teve médias de 7.4 pontos, 5.9 rebotes e 2.3 bloqueios.

### Segundo ano
Em seu segundo ano, Fall se tornou o jogador mais alto no basquete universitário depois que N'Diaye se declarou para o Draft da NBA de 2016. Durante sua segunda temporada, Fall faria melhorias consideráveis em seu estilo de jogo e aumentou suas médias da temporada para 10.9 pontos, 9.5 rebotes e 2.6 bloqueios.

### Terceiro ano
Em 2017, ele foi nomeado Jogador Defensivo do Ano pela American Athletic Conference. Fall se tornou um jogador eficiente, ocupando o segundo lugar nacional em percentual de acerto de arremessos em janeiro de 2017.
Em 5 de abril de 2017, Fall se declarou para o Draft da NBA de 2017, com a possibilidade de retornar à Flórida Central. Em 24 de maio de 2017, ele retirou seu nome do Draft e retornou à UCF para seu terceiro ano.
Durante seu terceiro ano, Fall machucou o ombro, fazendo com que ele jogasse apenas em 16 jogos, totalizando 351 minutos.

### Último ano
Em sua última temporada, Fall ajudou a liderar os Knights para o Torneio da NCAA e garantiu a primeira vitória na história da universidade com uma vitória sobre VCU. Em seu jogo final, Fall registrou 15 pontos e seis rebotes em um esforço perdedor contra Duke por 77-76.
Ele terminou a temporada com médias de 11.1 pontos, 7.6 rebotes e 2.6 bloqueios.

## Carreira profissional
Após a conclusão do seu último ano, Fall foi nomeado um dos 80 participantes do NBA G-League Elite Camp de 12 a 14 de maio. No final do evento, Fall foi transferido para o Draft Combine da NBA como um dos 11 participantes adicionais. Durante o combine, ele registrou novos recordes no evento, incluindo altura (que recebeu comparações com o ex-jogador da NBA, Manute Bol), envergadura e alcance.

### Boston Celtics (2019–Presente)
Apesar de não ter sido selecionado no Draft de 2019, Fall assinou um contrato com o Boston Celtics em 21 de junho de 2019. Fall jogou pelos Celtics durante a Summer League de 2019, tendo médias de 7,2 pontos, 4,0 rebotes e 1,4 bloqueios.
Em 25 de julho de 2019, os Celtics anunciaram oficialmente que haviam contratado Fall. Em 13 de outubro de 2019, os Celtics anunciaram oficialmente que era um contrato de mão dupla com o afiliado da franquia na G-League, Maine Red Claws.
Ele estreou nos Celtics em 26 de outubro, durante um jogo contra o New York Knicks no Madison Square Garden. Ele jogou por quatro minutos e registrou quatro pontos e três rebotes.
Na G-League com o Red Claws, Fall teve médias de 12,9 pontos e 11,1 rebotes. Ele foi eleito para a Equipe Defensiva da G-League com quase três bloqueios por jogo.
Em 23 de novembro de 2020, Fall reassinou com o Boston Celtics em um contrato bidirecional, permitindo-lhe jogar pelos Celtics e pelo Maine Red Claws na temporada de 2020-21.

## Perfil do jogador
Com tênis, ele tem uma envergadura de 2.54 m e o alcance de 3.10 m. Ele também tem um salto vertical máximo de 0.67 m. Ao contrário do par pai-filho, Manute Bol (agora falecido) e Bol Bol (9,25 de comprimento e 9,50 de largura), Fall tem mãos consideravelmente maiores, medindo 26 cm de comprimento e largura, o que o torna capaz de fechar a sua mão na bola de basquete.
Indo para o draft da NBA em 2019, ele era visto como um grande bloqueador de chutes, que estava relativamente carente de agilidade e velocidade de corrida.

## Estatísticas

### NBA

#### Temporada regular
| Ano     | Equipe | PJ | PT | MPJ | AP   | 3P | LL   | RT  | AS | BR | TO | PPJ |
| ------- | ------ | -- | -- | --- | ---- | -- | ---- | --- | -- | -- | -- | --- |
| 2019–20 | Boston | 7  | 0  | 4.7 | .786 | —  | .333 | 2.1 | .1 | .1 | .6 | 3.3 |

### G-League
| Ano     | Equipe | PJ | PT | MPJ  | AP   | 3P | LL   | RT   | AS  | BR  | TO  | PPJ  |
| ------- | ------ | -- | -- | ---- | ---- | -- | ---- | ---- | --- | --- | --- | ---- |
| 2019-20 | MAI    | 29 | 11 | 23.3 | .704 | —  | .384 | 11.3 | 0.8 | 0.1 | 3.1 | 12.9 |

### Universidade
| Ano      | Equipe   | PJ  | PT  | MPJ  | AP   | 3P   | LL   | RT  | AS | BR | TO  | PPJ  |
| -------- | -------- | --- | --- | ---- | ---- | ---- | ---- | --- | -- | -- | --- | ---- |
| 2015–16  | UCF      | 30  | 26  | 17.6 | .750 | —    | .558 | 5.9 | .3 | .1 | 2.3 | 7.4  |
| 2016–17  | UCF      | 36  | 36  | 26.3 | .715 | .000 | .462 | 9.5 | .6 | .3 | 2.6 | 10.9 |
| 2017–18  | UCF      | 16  | 15  | 21.9 | .767 | —    | .460 | 7.3 | .3 | .3 | 1.9 | 11.3 |
| 2018–19  | UCF      | 32  | 32  | 24.9 | .750 | —    | .363 | 7.7 | .5 | .3 | 2.6 | 11.0 |
| Carreira | Carreira | 114 | 109 | 22.6 | .745 | .000 | .460 | 7.6 | .4 | .2 | 2.3 | 10.1 |

Fonte:

## Vida pessoal
Fall é um muçulmano devoto; ele selecionou a camisa de número 99 dos Celtics como referência aos 99 nomes de Allah.
Ele não é o único membro alto de sua família; seu irmão mais novo tinha 1.75 m aos 7 anos, enquanto dois de seus tios tem 2.03 m, mas sua altura extrema se destaca mesmo entre eles.
Ele manteve uma média de 4,0 notas (GPA) no ensino médio, enquanto participava de aulas avançadas de matemática e ciências. Ele se tornou fluente em inglês em oito meses. Ele era formado em ciências da computação na UCF e originalmente tinha aspirações de se tornar um engenheiro de empresas eletrônicas como Siemens ou Microsoft.